# V343 Киля
О звезде D Киля см. D Киля

V343 Киля (d Киля, d Car / d Carinae) — двойная звезда в созвездии Киля. Расстояние до Земли — 1410 световых лет.
V343 Киля — бело-голубой, спектрального класса В гигант с видимой звёздной величиной +4.31. Звезда классифицируется как переменная типа Беты Цефея, и её блеск меняется в пределах от +4.30 до +4.33. Звезда является спектрально-двойной с периодом обращения компонентов в 134 дня.